# Liste des évêques d'Urbania-Sant'Angelo in Vado
Cette liste recense les évêques du diocèse de Tiphernum Metaurense (l'actuel Sant'Angelo in Vado) disparut à la suite des invasions des Goths au VIe siècle. En 1636, le pape Urbain VIII érige les diocèses d'Urbania et de Sant'Angelo in Vado en les unissant aeque principaliter. En 1977, Mgr Bianchi est nommé archevêque d'Urbino et évêque d'Urbania et de Sant'Angelo in Vado, unissant ainsi les trois sièges in persona episcopi. La pleine union des trois diocèses est réalisée en 1986 par le décret Instantibus votis de la Congrégation pour les évêques, le nouveau district ecclésiastique prenant le nom d'archidiocèse d'Urbino-Urbania-Sant'Angelo in Vado. 

## Évêques de Tiphernum Metaurense
- Lucifer (mentionné en 465)
- Marius ? (mentionné en 499)

## Évêques d'Urbania et Sant'Angelo in Vado
- Onorato Onorati (1636-1683)
- Orazio Ondedei (1684-1688)
- Pietro Barugi (1688-1708)
- Antonio Antonelli (1709-1711)
- Giovanni Vincenzo Castelli, O.P (1714-1736)
- Giuseppe Fabbretti (1736-1747)
- Deodato Baiardi (1747-1776)
- Giovanni Pergolini (1777-1779)
- Paolantonio Agostini Zamperoli (1779-1813)
  - Siège vacant (1813-1816)
- Francesco Leonini (1816-1822)
  - Siège vacant (1822-1824)
- Francesco Tassinari (1824-1832)
- Lorenzo Parigini (1833-1848)
- Antonio Boscarini (1849-1872)
- Giovanni Maria Maioli (1872-1893)
- Francesco Baldassarri (1894-1901), nommé évêque d'Imola
- Antonio Valbonesi (1901-1906)
  - Siège vacant (1906-1908)
- Luigi Giacomo Baccini, O.F.M.cap (1908-1935)
- Giovanni Capobianco (1935-1965)
  - Siège vacant (1965-1977)
- Ugo Donato Bianchi (1977-1986), nommé archevêque d'Urbino-Urbania-Sant'Angelo in Vado

## Sources
- http://www.catholic-hierarchy.org